# Вольфганг Геллер
Вольфганг Геллер (нім. Wolfgang Heller; 16 червня 1910, Берлін — 6 листопада 1943, Атлантичний океан) — німецький офіцер-підводник, корветтен-капітан крігсмаріне.

## Біографія
1 квітня 1930 року вступив на флот. З вересня 1937 року — офіцер-далекомір на важкому крейсері «Дойчланд». З лютого 1940 року — вахтовий офіцер на важкому крейсері «Лютцов». З листопада 1941 року служив в штабі головнокомандувача лінкорами і крейсерами. В березні 1942 року переданий в розпорядження командування військово-морської станції «Остзе». В квітні-вересні 1942 року пройшов курс підводника, у вересні-жовтні — курс командира підводного човна, з жовтня 1942 по січень 1843 року — командирську практику на підводному човні U-155. З 1 березня 1943 року — командир U-842. 5 жовтня 1943 року вийшов у свій перший і останній похід. 6 листопада U-842 року був потоплений в Північній Атлантиці південно-східніше Ньюфаундленда (43°42′ пн. ш. 42°08′ зх. д.) глибинними бомбами британських шлюпів «Старлінг» і «Вайлд Гус». Всі 56 членів екіпажу загинули.

## Звання
- Кандидат в офіцери (1 квітня 1930)
- Морський кадет (10 жовтня 1930)
- Фенріх-цур-зее (1 січня 1932)
- Оберфенріх-цур-зее (1 квітня 1934)
- Лейтенант-цур-зее (1 жовтня 1934)
- Оберлейтенант-цур-зее (1 червня 1936)
- Капітан-лейтенант (1 червня 1939)
- Корветтен-капітан (1 липня 1943)

## Нагороди
- Медаль «За вислугу років у Вермахті» 4-го класу (4 роки)
- Медаль «У пам'ять 1 жовтня 1938»
- Медаль «У пам'ять 22 березня 1939 року»
- Залізний хрест 2-го класу